# Wenn die Sonne wieder scheint
Wenn die Sonne wieder scheint (littéralement : Quand le soleil brille à nouveau) est un film belgo-allemand de 1943 réalisé par Boleslaw Barlog, d'après le roman, publié en 1907, De vlaschaard (Le Champ de lin) de Stijn Streuvels.

## Synopsis
Le film est l'adaptation du roman de 1907 De vlaschaard (Le Champ de lin) de Stijn Streuvels.

## Fiche technique
- Titre allemand : Wenn die Sonne wieder scheint
- Réalisateur : Boleslaw Barlog
- Costumes : Walter Schulze-Mittendorff
- Directeur de la photographie : Ewald Daub

## Distribution
- Paul Wegener : Termöhlen, le paysan
- Maria Koppenhöfer : Barbele Termöhlen, sa femme
- Paul Klinger (en) : Ludwig Termöhlen, leur fils
- Thea Kämer : Luise Termöhlen, leur fille
- Bruni Löbel : Magd Rieneke, surnommée Schellebelle
- Fritz Hoopts : Wilhelm
- Sigrid Becker : Sophie
- Ernst Waldow : Piet
- Jeanette Bethge : Wantje
- Max Gülstorff : Martens
- Hilde Jansen : Adriane Martens
- Theodor Vogeler : Jordans
- Armin Schweizer : Klaas
- Alwin Lippisch : Le marchand de lin
- Albert Florath : Le médecin de campagne
- Hans Hemes : Le chef de gare
- Wilhelm Egger-Sell : L'aubergiste
- Bert De Wildeman
- Jet Naessens
- Stijn Streuvels

## La production du film et son tournage
Barlog a réalisé le film pour la société allemande Terra Filmkunst, productrice en 1940 du film antisémite Le Juif Süss. Le film a été tourné en allemand, puis doublé en néerlandais.
Comme Streuvels a collaboré au film et y a même figuré, alors que la Belgique était occupée, fait que le film ait encore été plus controversé.
Le tournage a débuté au cours l'été 1942 dans la région de Furnes, en Belgique, et s'est terminé début 1943 en Allemagne. Le film est sorti en Allemagne sous le titre Wenn die Sonne wieder scheint et en Flandre (Belgique), sous le titre du roman De vlaschaard.

## Réactions et critiques
- Joseph Goebbels, ministre allemand de la Propagande entre 1943 et 1945 et qui était à ce titre également responsable de la cinématographie, a proclamé que Wenn die Sonne wieder scheint était « un film paysan de très haut niveau »[1].
- Les milieux SS flamands n'étaient pas satisfaits de la production, la postsynchronisation néerlandaise sonnant « trop hollandais ».

## Commentaires sur le film
- Le film montre une image stéréotypée de la Flandre telle que les Allemands la voyaient à l'époque, « un peuple de paysans fiers, fidèles à leurs traditions, lié à son habitat et témoignant d'une parenté germanique ».
- Le scénariste a également quelque peu modifié la trame du roman afin de rendre le film plus attractif pour le grand public. Ainsi l'histoire d'amour a été approfondie, le scénario a été parfois teinté d'humour et le film se termine de façon moins déprimante comme le suggère son titre. De plus, le caractère flamand du roman n'a été que trop peu pris en compte.

## Autre adaptation du roman
En 1983, Jan Gruyaert a fait une nouvelle adaptation cinématographique du roman sous le titre De vlaschaard.